# Лорікет зеленоголовий
Лорікет зеленоголовий (Trichoglossus chlorolepidotus) — вид папугоподібних птахів родини Psittaculidae. Ендемік Австралії.

## Поширення
Цей лорі поширений у більшості лісових районів Східної Австралії від Бамаги на краю Північного Квінсленда, на південь до регіону Іллаварра на південному узбережжі Нового Південного Уельсу; також на деяких офшорних островах. Вони, як правило, приурочені до прибережних рівнин і прилеглих плоскогір'їв; зрідка зустрічається вздовж водотоків на захід від Великого Вододільного хребта. На півночі вони поширені й переважно осілі; менш численні і кочові на півдні. Вони віддають перевагу відкритим, злегка залісеним ділянкам і заростям чайного дерева.

## Опис
Папужки досягають розміру тіла 23 сантиметрів і важать від 71 до 97 грамів. Вони є найменшими з лорікетів. Як і всі клинохвості лорі, вони не виявляють жодного помітного статевого диморфізму.
Основний колір оперення — насичений зелений. Верх і боки голови мають легкий відтінок синього кольору. Пір'я на нижній стороні тіла, а також на шиї та верхній частині передньої частини жовті з широкою зеленою облямівкою. Боки, стегна та підхвістя мають жовті плями. Криючі підкрил та широка смуга на нижній стороні махових пір'їн оранжево-червоні.
Дзьоб червоний. Райдужка оранжево-жовта. У нього голе світло-сіре кільце в оці. Ноги сіро-коричневі.